# Liste des cardinaux créés par Damase II
Le pape Damase II (1048) a créé un seul cardinal.

## 1048
- Altwin, évêque de Bressanone.

## Source
- Mirandas sur fiu.edu